# Elisa, vida mía
Elisa, vida mía és una pel·lícula espanyola de 1977 dirigida per Carlos Saura. Fernando Rey va aconseguir el premi al millor actor al Festival Internacional de Cinema de Canes. A la banda sonora, a càrrec de Giorgio Mainiero, hi apareixen dos temes d'Erik Satie i un de Jean-Philippe Rameau. Ha estat doblada al català.

## Argument
Luis, un home de seixanta anys, ha decidit retirar-se i viure en solitud. Amb trossos de records i reflexions, està escrivint una narració. Però, un bon dia, rep la visita de la seva filla Elisa (Geraldine Chaplin), que s'acaba de separar del seu marit. La relació entre pare i filla comença a fer-se cada vegada més profunda, més ambigua i més contradictòria.

## Repartiment
- Fernando Rey: Luis
- Geraldine Chaplin: Elisa Santamaria
- Ana Torrent: Elisa nena
- Isabel Mestres: Isabel
- Joaquín Hinojosa: Julián
- Norman Briski: Antonio
- Francisco Guijar: metge
- Arantxa Escamilla: Isabel nena
- Jacobo Escamilla: nen

## Comentaris
- "Treballada història de relacions pare-filla. Geraldine Chaplin, molt bé. Fernando Rey, impressionant." (Fernando Morales, El País)

## Premis i nominacions

### Premis
- 1977. Premi a la interpretació masculina (Festival de Canes) per Fernando Rey

### Nominacions
- 1977. Palma d'Or